# Бротто (станция метро)
«Бротто́» (фр. Brotteaux) — станция линии B Лионского метрополитена.

## Расположение
Станция находится в 6-м округе Лиона, в квартале Бротто, рядом со старым вокзалом «Бротто». Платформа станции расположена под площадью Жюль Ферри (фр. place Jules Ferry). Вход на станцию производится с этой же площади.

## Особенности
Станция открыта 2 мая 1978 года в составе первой очереди Лионского метрополитена от станции Шарпен — Шарль Эрню до станции Гар Пар-Дьё — Вивье Мерль. Состоит из двух путей и двух боковых платформ. Станция с мезонином была рассчитана на большой пассажиропоток с находящей по соседству одноимённой железнодорожной станции, которую планировалось сделать основным лионским вокзалом. Однако, в процессе строительства планы изменились, и главным вокзалом стал вокзал Пар-Дьё (станция метро Гар Пар-Дьё — Вивье Мерль той же линии B). Железнодорожный вокзал «Бротто» был окончательно закрыт в 1983 году. Пассажиропоток в 2006 году составил лишь 84 865 чел./мес.

## Происхождение названия
Станция получила название по кварталу Бротто, в котором она находится, и по одноимённому вокзалу (ныне закрытому) по соседству. В свою очередь, современное название квартала « Brotteaux» происходит от старофранцузского слова «brotiau», означающего «низкие, затапливаемые земли».

## Достопримечательности
- Старый вокзал Бротто[фр.]

## Наземный транспорт
Со станции существует пересадка на следующие виды транспорта:

   — троллейбус

  — «главный» автобус

   — автобус